# アーチー・シェップ
アーチー・シェップ（Archie Shepp、1937年5月24日 - ）は、アメリカ合衆国のジャズ・サックス奏者。フロリダ州の出身で、主にフリー・ジャズの分野で活動。
セシル・テイラー、ニューヨーク・コンテンポラリー・ファイヴ、ジョン・コルトレーン、ホレス・パーランなどの共演でも知られる。その音楽性にはアフリカ音楽からの影響が見られる。

## 来歴
ペンシルベニア州フィラデルフィアで育つ。もともとは俳優志望であり、バーモント州にあるゴダード・カレッジ（Goddard College）で演劇学を専攻して学位を取得。それと並行してサクソフォーンを始めた。カレッジ卒業後は仕事を求めてニューヨークに移った。
短期間、ラテン・ジャズを経験したのち、1960年から前衛的なセシル・テイラーのバンドに加わる。1962年、ビル・ディクソンとの共同名義ながら、初となるリーダー作品『アーチー・シェップ&ビル・ディクソン・カルテット』をサヴォイ・レコードから発表した。作曲はオーネット・コールマンによるものである。
この頃から、シェップはドン・チェリーやジョン・チカイと共にニューヨーク・コンテンポラリー・ファイヴのメンバーとなった。シェップの単独名義による初リーダー作品は、1964年にインパルスから発表された『フォア・フォー・トレーン』で、これはジョン・コルトレーンの後押しによって録音が実現した。
1964年末にはコルトレーンの『至上の愛』の録音セッションに参加するが、当初発売されたアルバムにはシェップが参加した部分は含まれていなかった（2002年発売のデラックス・エディションで初発表）。
また、コルトレーンとの共同名義で発表された『ニュー・シング・アット・ニューポート』（1965年）は、同じジャズ・フェスティバルにおけるそれぞれの演奏を両面にカップリングしたものである。したがって、最初に発表されたコルトレーンとの共演盤は『アセンション』（1966年）であった。
1967年には、ドイツのドナウエッシンゲン音楽祭にベーシストのジミー・ギャリソン、ドラマーのビーヴァー・ハリスらとともに出演し、コルトレーンに捧げた演奏を行った。これは日本でも『ワン・フォー・ザ・トレーン』と題されてアルバム化された。
1969年、多数のフリー・ジャズ系アメリカ人ミュージシャンらと共にフランスのパリに移住。現地のレーベル「BYGアクチュエル」、「America」などに録音を残す。
1971年、マサチューセッツ大学アマースト校に音楽教授として招かれる。これが以後30年間に渡る教育者としてのキャリアの始まりとなり、シェップは、ニューヨーク州立大学バッファロー校のアフリカ系アメリカ人研究の教授も務めた。
1972年、前年に起こったアッティカ刑務所暴動を題材として、ドラマーのビーヴァー・ハリスが詞を書き、シェップが作曲した楽曲「アッティカ・ブルース」を含むアルバム『アッティカ・ブルース』を録音した。ハーモニカを演奏したり、詩を朗読するなど、人権についてのメッセージを謳い上げた。
1970年代のシェップは、伝統的なジャズ作品を制作する一方で、ブルース、R&B、ファンクといったブラック・ミュージックらしい作品にも取り組んできた。表現が多様化するジャズ・シーンにおいて、シェップはホレス・パーランと共にスピリッチュアルな作品『ゴーイン・ホーム』（1977年）も残している。（さらに『Trouble in Mind』（1980年）でフォローアップしている。）
1978年から日本のレーベル「デンオン（DENON）」のもとでPCM録音した作品群を残している。『デュエット』（1978年）には角川映画『人間の証明』のテーマが収められている。同年6月6日、中野サンプラザにおける公演はライヴ録音され『シェップ・ライヴ』（1978年）として発売された。1979年4月にも来日公演を行った。
シェップは、フリー・ジャズについてのドキュメンタリー映画『イマジン・ザ・サウンド - 60年代フリー・ジャズのパイオニアたち (Imagine the Sound)』（1981年）の中で紹介された。1980年代のシェップは、ブルースでの表現を続けたが、1970年代に比べて怒りの表現は目立たなくなった。また、再びヨーロッパのミュージシャンとの共演作を残すようになった。
1995年から、日本のレーベル「ヴィーナス・レコード（Venus Records）」においてバラード作品を3作、録音した。
2004年、シェップは、自身のレーベル「Archie Ball」を発足させた。

## ディスコグラフィ

### リーダー・アルバム
1960年代
- ビル・ディクソンとの共同名義，『アーチー・シェップ＆ビル・ディクソン・カルテット』 - Archie Shepp - Bill Dixon Quartet（1962年録音）(Savoy) 1962年
- ラーシュ・グリンとの共同名義, 『ザ・ハウス・アイ・リブ・イン』 - The House I Live In（1963年録音）(SteepleChase) 1980年
- 『フォア・フォー・トレーン』 - Four for Trane（1964年録音）(Impulse!) 1964年
- 『ファイアー・ミュージック』 - Fire Music（1965年録音）(Impulse!) 1965年
- 『オン・ディス・ナイト』 - On This Night（1965年録音）(Impulse!) 1965年
- ジョン・コルトレーンと共同名義, 『ニュー・シング・アット・ニューポート』 - New Thing at Newport（1965年録音）(Impulse!) 1965年
- Archie Shepp Live in San Francisco （1966年録音）(Impulse!) 1966年（ライヴ）
- Three for a Quarter, One for a Dime（1966年録音）(Impulse!) 1969年
- 『ママ・トゥー・タイト』 - Mama Too Tight（1966年録音）(Impulse!) 1967年
- 『ザ・マジック・オブ・ジュジュ』 - The Magic of Ju-Ju（1967年録音）(Impulse!) 1968年
- 『ワン・フォー・ザ・トレーン』 - Life at the Donaueschingen Music Festival（1967年録音）(BASF) 1968年（ライヴ）
- 『ザ・ウェイ・アヘッド』 - The Way Ahead（1968年録音）(Impulse!) 1968年
- 『フォー・ルーザーズ』 - For Losers（1968年～録音）(Impulse!) 1970年
- 『クワンザ』 - Kwanza（1968年～録音）(Impulse!) 1974年
- Live at the Pan-African Festival（1969年録音）(BYG Actuel) 1969年（ライヴ）
- 『ヤスミナ、ア・ブラック・ウーマン』 - Yasmina, a Black Woman（1969年録音）(BYG Actuel) 1974年
- Poem for Malcolm（1969年録音）(BYG Actuel) 1969年
- Blasé（1969年録音）(BYG Actuel) 1969年
- 『ブラック・ジプシー』 - Black Gipsy（1969年録音）(America/Prestige) 1969年

1970年代
- Pitchin Can（1970年録音）(America) 1970年
- 『ドゥードリン』 - Doodlin'（1970年録音）(Inner City) 1976年（全編ピアノを演奏）
- フィリー・ジョー・ジョーンズと共同名義, Archie Shepp & Philly Joe Jones（1969年録音）(America/Fantasy) 1970年
- Coral Rock（1970年録音）(America/Prestige) 1973年
- Archie Shepp and the Full Moon Ensemble（1970年録音）(BYG Actuel) 1970年（ライヴ）
- 『変転の時』 - Things Have Got to Change（1971年録音）(Impulse!) 1971年
- 『アッティカ・ブルース』 - Attica Blues（1972年録音）(Impulse!) 1972年
- 『ザ・クライ・オブ・マイ・ピープル』 - The Cry of My People（1972年録音）(Impulse!) 1972年
- 『トランペット・イン・マイ・ソウル』 - There's a Trumpet in My Soul（1975年録音）(Freedom) 1975年
- Montreux One（1975年7月18日録音）(Freedom) 1975年（ライヴ）
  - Montreux Two（1975年7月18日録音）(Freedom) 1975年（ライヴ）
- 『ア・シー・オブ・フェイセズ』 - A Sea of Faces（1975年8月録音）(Black Saint) 1975年
- Jazz a Confronto 27 （1975年9月28日録音）(Horo) 1976年
  - Body and Soul （1975年9月28日、10月16日録音）(Horo) 1978年
  - Mariamar （1975年10月16日録音）(Horo) 1976年
- U-Jaama（1975年10月24日録音）(Uniteledis) 1976年（パリ近郊のマシーにおけるライヴ）
- Bijou（1975年10月25日録音）(Musica) 1976年（パリにおけるライヴ）
- 『スティーム』 - Steam（1976年録音）(Enja/P-VINE) 1976年（ニュルンベルクにおけるライヴ）
- カーリン・クロッグと共同名義, Hi-Fly (Compendium/Musikkopertorene) 1976年
- マックス・ローチと共同名義, Force: Sweet Mao - Suid Africa '76 (Uniteledis) 1976年
- The Rising Sun Collection（1977年4月12日録音）(Just a Memory) 1994年
- ホレス・パーランと共同名義, 『ゴーイン・ホーム』 - Goin' Home（1977年4月25日録音）(SteepleChase) 1977年
- 『バラード・フォー・トレーン』 - Ballads for Trane（1977年5月録音）(DENON) 1977年
- 『デイ・ドリーム』 - Day Dream（1977年6月録音）(DENON) 1977年
- 『ザ・トラディション』 - The Tradition（1977年10月12日録音）(Horo) 1978年
- Parisian Concert Vol.1（1977年10月18日録音）(Sun) 1977年
  - Parisian Concert Vol.2（1977年10月18日録音）(Sun) 1978年
- A Touch of the Blues（1977年10月19日録音）(Fluid) 1977年
- 『グリーン・ドルフィン・ストリート』 - On Green Dolphin Street（1977年11月録音）(DENON) 1978年
- アブドゥーラ・イブラヒムと共同名義, 『デュエット』 - Duet（1978年6月5日録音）(DENON) 1978年
  - 『シェップ・ライヴ』 - Live in Tokyo（1978年6月6日録音）(DENON) 1978年（中野サンプラザにおけるライヴ）
- Maple Leaf Rag（1978年録音）(Fluid) 1978年
- ジョージ・アダムズ、ヘインズ・ザウアーと共同名義, Frankfurt Workshop 78: Tenor Saxes（1978年9月録音）(Circle) 1986年（German Jazz Festival におけるライヴ）
- 『レディ・バード：チャーリー・パーカーに捧ぐ』 - Lady Bird（1978年12月録音）(DENON) 1979年
- Live in Europe (Sun) 1979年
- 『トレイ・オブ・シルヴァー』 - Tray Of Silver（1979年録音）(DENON) 1979年
- Bird Fire: A Tribute to Charlie Parker（1979年録音）(West Wind) 1979年
- ジークフリート・ケスラー・トリオと共同名義, Invitation（1979年録音）(Sun) 1979年
- Attica Blues Big Band Live At The Palais Des Glaces（1979年録音）(Blue Marge) 1979年

1980年代
- ホレス・パーランと共同名義, Trouble in Mind（1980年録音）(SteepleChase) 1980年
- ニールス＝ヘニング・エルステッド・ペデルセンと共同名義, Looking at Bird（1980年録音）(SteepleChase) 1981年
- Family Of Percussionと共同名義, Here Comes The Family（1980年録音）(Någarå) 1981年
- ケニー・ワーナー、サンティ・デブリアーノ、 ジョン・ベッチと共同名義, I Know About the Life (Sackville) 1981年
- Passport to Paradise: Archie Shepp Plays Sydney Bechet 1981年 (West Wind) 1987年
- ヤスパー・ファントフと共同名義, Mama Rose（1982年録音）(Steeplechase) 1982年
- 『ソウル・ソング』 - Soul Song（1982年録音）(Enja) 1983年
- 『ダウンホームNY』  - Down Home New York（1984年2月録音）(Soul Note) 1984年
- African Moods（1984年10月6日録音）(Circle) 1984年
  - Devil Blues（1978年9月、1984年10月6日録音）(Circle) 1984年
- ジーン・リーと共同名義, Sophisticated Lady（1984年10月録音）(West Wind) 1990年
- California Meeting: Live on Broadway（1985年5月録音）(Soul Note) 1985年（カルフォルニアにおけるライヴ）
- Little Red Moon（1985年12月録音）(Soul Note) 1985年
- Michel Marreと共同名義, You're My Thrill（1985年録音）(Vent Du Sud) 1986年。
のち（改題）パッション - Passion (52e Rue Est) 1990年。
- Splashes（1987年5月4日録音）(L+R) 1987年
  - ホレス・パーランと共同名義, Duo Reunion（1987年5月5日録音）(L+R) 1987年
- En concert: 1st set（1987年10月録音）(52e Rue Est) 1987年
  - En concert: 2nd set（1987年10月録音）(52e Rue Est) 1987年
- 『ラヴァー・マン』 - Lover Man（1988年1月録音）(Timeless/AMJ) 1989年
- クリス・マクレガーらと共同名義, En concert à Banlieues Bleues（1989年3月録音）(52e Rue Est) 1989年
- リチャード・デイヴィス（英語版）と共同名義, Body and Soul（1989年10月録音）(Enja) 1991年

1990年代
- 『アイ・ディドント・ノウ・アバウト・ユー』 - I Didn't Know About You（1990年11月録音）(Timeless) 1991年
- 『ブルース』 - Blues (Alfa) 1991年
- 『ブラック・バラード』 - Black Ballads (Timeless) 1992年
- 『ブルー・バラード』 - Blue Ballads（1995年11月録音）(Venus) 1996年（トゥルー・バラードとの2枚組あり）
  - 『トゥルー・バラード』 - True Ballads（1996年12月録音）(Venus) 1997年
- エリック・レランと共同名義, Live in Paris (Twins Production) 1996年
- Something to Live For（1996年12月録音）(Timeless) 1997年（ヴォーカル）

2000年代
- ラズウェル・ラッドと共同名義, Live in New York (Verve) 2001年（ニューヨーク市におけるライヴ）
- Mihály Dresch・カルテットと共同名義, Hungarian Bebop (BMC) 2002年
- 『フレンチ・バラッズ』 - Deja Vu（2001年録音）(Venus) 2003年
- マル・ウォルドロンと共同名義, 『追憶：レフト・アローン』 - Left Alone Revisited（2002年録音）(Enja) 2002年
- ジークフリート・ケスラーと共同名義, First Take  (Archie Ball) 2005年
- Kindred Spirits Vol. 1（2003年録音）(Archie Ball) 2005年
- Gemini（2002年、2007年録音）(Archie Ball) 2007年（CD 2枚組）
- Phat Jam in Milano（2007年11月録音）(Dawn of Freedom) 2009年（ミラノにおけるライヴ）

2010年代
- ヨアヒム・キューンと共同名義, Wo!man（2010年11月録音）(Archie Ball) 2011年
- 『アッティカ・ブルース・オーケストラ・ライブ』 - Attica Blues Orchestra Live: I Hear The Sound（2012年9月、2013年6月録音）(Archie Ball) 2013年

### 参加アルバム
セシル・テイラー
- 『セシル・テイラーの世界』 - The World of Cecil Taylor（1960年録音）(Candid) 1960年
- 『エアー』 - Air（1960年録音）(Candid) 1988年
- 『セル・ウォーク・フォー・セレステ』 - Cell Walk for Celeste（1961年録音）(Candid) 1988年
- 『ジャンピン・パンキンス』 - Jumpin' Punkins（1961年録音）(Candid) 1987年
- 『ニューヨークR&B』 - New York City R&B（1961年録音）(Candid/Columbia) 1961年

ジョン・コルトレーン
- 『至上の愛（デラックス・エディション）』 - A Love Supreme Deluxe Edition（1964年録音）(Impulse!) 2002年
- 『アセンション』 - Ascension（1965年録音）(Impulse!) 1966年

その他
- デイヴ・バレル : Echo（1969年）(Actuel) 1969年
- アート・マシューズ : It's Easy to Remember (Baystate) 1978年
- マテリアル : 『ワン・ダウン』 - One Down (Celluloid) 1982年
- チェット・ベイカー : In Memory Of (L+R) 1988年
- フランク・ザッパ : You Can't Do That on Stage Anymore, Vol. 4 (Rykodisc) 1991年
- ヨアヒム・キューン : Voodoo Sense (ACT) 2012年